# William Chirchir
William Chirchir (Bomet, 6 februari 1979) is een Keniaans atleet van de Kipsigisstam die zich heeft gespecialiseerd in de 1500 m. Met 3.33,24 minuten had hij het wereldrecord op de 1500 m bij de junioren in handen.

## Titels
- Wereldkampioen junioren 1500 m - 2001
- Keniaans kampioen 1500 m - 2001

## Persoonlijke records
| Onderdeel | Prestatie | Datum            | Plaats  |
| --------- | --------- | ---------------- | ------- |
| 800 m     | 1.43,33   | 3 september 1999 | Brussel |
| 1.000 m   | 2.14,99   | 17 juli 1999     | Nice    |
| 1.500 m   | 3.29,29   | 24 augustus 2001 | Brussel |
| 1 mijl    | 3.47,94   | 28 juli 2000     | Oslo    |
| 3.000 m   | 7.55,78   | 1 januari 1998   |         |

## Prestaties

### Kampioenschappen
| Jaar | Wedstrijd         | Plaats     | Resultaat | Extra  |
| ---- | ----------------- | ---------- | --------- | ------ |
| 1998 | WK junioren       | Annecy     | 1e        | 800 m  |
| 1999 | Grand Prix Finale | München    | 5e        | 800 m  |
| 2001 | WK                | Edmonton   | 4e        | 1500 m |
| 2001 | Grand Prix Finale | Melbourne  | 3e        | 1500 m |
| 2002 | Gemenebestspelen  | Manchester | 2e        | 1500 m |
| 2002 | Grand Prix Finale | Parijs     | 9e        | 1500 m |

### Golden League-podiumplekken
| Jaar | Wedstrijd             | Plaats      | Resultaat | Extra       | Tijd    |
| ---- | --------------------- | ----------- | --------- | ----------- | ------- |
| 1999 | Meeting Gaz de France | Saint-Denis | 3e        | 800 m       | 1.45,54 |
| 1999 | Weltklasse Zürich     | Zürich      | 3e        | 800 m       | 1.44,12 |
| 2000 | Bislett Games         | Oslo        | 2e        | 1 Eng. mijl | 3.47,94 |
| 2000 | Herculis              | Monaco      | 1e        | 1500 m      | 3.31,02 |
| 2000 | Memorial Van Damme    | Brussel     | 2e        | 1 Eng. mijl | 3.48,23 |
| 2001 | Meeting Gaz de France | Saint-Denis | 3e        | 1500 m      | 3.31,20 |
| 2001 | Memorial Van Damme    | Brussel     | 3e        | 1500 m      | 3.29,29 |
| 2002 | Golden Gala           | Rome        | 2e        | 1 Eng. mijl | 3.49,49 |
| 2002 | Weltklasse Zürich     | Zürich      | 2e        | 1500 m      | 3.30,88 |
| 2004 | Meeting Gaz de France | Saint-Denis | 3e        | 1500 m      | 3.30,60 |